# Les Trocs malchanceux du grand-père
Pour plus de détails, voir Fiche technique et Distribution.
Les Trocs malchanceux du grand-père (Jak stařeček měnil, az vyměnil) est un court métrage d'animation tchèque réalisé par Jiří Trnka, sorti en 1953.

## Synopsis
Un vieil homme fait une série de trocs peu avantageux (un lingot d'or, un cheval, un bœuf…).

## Fiche technique
- Titre : Les Trocs malchanceux du grand-père
- Titre original : Jak stařeček měnil, az vyměnil
- Réalisation : Jiří Trnka
- Scénario : Jiří Trnka
- Musique : Václav Trojan
- Production :
- Pays d'origine : Tchécoslovaquie
- Technique : montage d'images statiques
- Genre : film d'animation
- Couleur :
- Durée : 9 minutes
- Date de sortie : 1953